# あそこの処方箋
『あそこの処方箋』（あそこのしょほうせん）は、後藤羽矢子による日本の4コマ漫画作品。『みこすり半劇場別館』（ぶんか社）において2004年6月号から2004年11月号（最終号）まで連載された後、『みこすり半劇場』（同）に移籍して2004年22号、23号、2005年02号以後隔号掲載で2013年06号まで連載された。
本項では、スピンオフ作品である『アソコのプロジェクト』（同作者による日本の4コマ漫画作品。『主任がゆく!スペシャル』（同）に2008年から2013年まで（Vol.9,11～22,24～62）連載された）についても記述する。
本作（及び『アソコのプロジェクト』）は読み切り連載形式であるが、各話に「第○話」という表記がないため、以下の説明では、単行本の巻数と頁数で該当箇所を表示する。

## 概要
阿蘇子と龍樹が姉弟で協力し合い、亡父から受け継いだ（下半身系の薬ばかりを扱う）漢方薬局「倫満堂（りんまんどう）」を経営していく物語。基本的なストーリーは、（いくつかの例外を除くと）「倫満堂」にやって来たお客の性の悩みを阿蘇子と龍樹が（あるいは他の知人たちの協力で）解決していくというもので、その場合、ほとんど「倫満堂」店内で話が展開していく。
それと併行して、阿蘇子と五代院伸、龍樹とミチカ、あるいはその他の常連客たちの関係の変化も描かれる。
各話の最初の部分は、いくつかの例外を除くと、パターン化されており、「倫満堂」の看板が描かれたコマに「強精剤媚薬などの下半身専門薬局　倫満堂―」というモノローグが入り、次のコマでは、「そこを切りもりする若き女主人」というモノローグの横で阿蘇子と龍樹が自己紹介をし（阿蘇子は自分の名前に多少抵抗感があり、初期は恥らいながら名乗っていた）、残りの2コマで、阿蘇子と龍樹がちょっとしたギャグを言って（演じて）始まる。

## 倫満堂
雑居ビルにはさまれるように建っている下半身系の薬ばかりを扱う漢方薬局（もちろん、普通の薬品もある）。もともとは阿蘇子と龍樹の父が経営していた店であるが、その父が亡くなったことにより、阿蘇子たちが引き継いだ。
店名は「珍満堂」だったが、阿蘇子がそれに抵抗を感じ、「倫満堂」と改名する。
画から見る限り、6畳～8畳くらいの広さで、阿蘇子たちが立つガラスケースのカウンターといくつかの陳列棚の店構えで、店の2階が阿蘇子たちの自宅である。他に、あまり整理していない納戸がある。
店に来るお客たちは「倫満堂」を「性の悩みについて相談できる店」と認識しているようであるが、阿蘇子たちはそのことを公に明言してはいない。その相談の際に症状にあった薬を勧めるのであるが、客への対応が相談だけで終わってしまいそうになり慌てて薬を勧めたり、薬を勧めるタイミングを逸したりする場面も見うけられる。
店の看板は雲形の木目調の板に筆字で店名が書かれているものだったが、阿蘇子たちの父からかつて恩を受けた人物が店にやって来たときに、その恩返しとして、以前よりも大きく派手な看板に架け替えられる（2巻P44）。

## 登場人物
本作の登場人物は全員年齢不詳であるが、阿蘇子は3巻P46では、25歳とのことである。
初登場時に名乗った人物が2回目に登場したときには、名前を間違って呼ばれるというのがお約束になっている（『アソコのプロジェクト』でも同様）。

### 川藤姉弟
川藤阿蘇子（かわとう あそこ）
本作の主人公。薬剤師の資格を持ち、当初は病院の薬局で働いていたが、父が危篤との知らせを受け、病院にかけつけ、父の今際の際に言われた「うちの店を…薬屋を…ふたりで…守ってくれ…」との言葉に、弟の龍樹とともに薬店の看板を守ってゆくことを誓う。
タイプとしては清純派で、初めのうちは、性的な用語を話すのに恥ずかしさが先に立ち、客への説明も赤面しながらのぎこちないもの（男性客には、それがかえって好評であった）になってしまっていたが、次第に慣れてきて、抵抗なく説明できるようになった（しかし、男性客には残念がられる）。また、説明するときに専門用語（フェラチオ→口肛の粘膜との接触、（女の）アソコ→外性器、など）を言って、かえってわかりにくくなってしまうこともあった。
薬物の知識はあるものの性体験が殆どない（処女である）ため、理屈に先走ってしまいがちになったり、性愛関係の妙といったものに疎くて的外れな感情を持ったりするため、龍樹から「処女の発想」と突っ込まれることもしばしばである。
また、美的センスについても多少ズレているところがあり、龍樹から「姉ちゃん、とことんセンスない！」とツッこまれる。
前髪の左側に髪留めをつけていたが、4巻P39から突如しなくなる。虫が苦手。薬用酒作りが趣味であるが、酒に弱いため、作るばかりであまり飲まない。日焼けの皮を剥くのが好き。龍樹のことは名前で呼んでいるが、龍樹の態度に呆れたり怒ったりした時には「アンタ」になる。
五代院伸とは、当初から親近感を覚えていた（阿蘇子自身はそれが恋なのか判断がつかなかった）が、徐々に親密度が増し、恋人関係となる。そこに至るまでの過程において五代院の特殊性癖（匂いフェチ）を知るも、（通常の女性ならば引いてしまうべきものにもかかわらず）受け入れる。そのためこの関係は、龍樹からは、不思議な関係と見られる。
その後、五代院とは健全な関係（それと併行して、五代院の匂いフェチに絡んだ特殊な関係）が続き、なかなか性的関係に至らず、龍樹をはじめとする周囲をやきもきさせるが、ラストで五代院の富山への転勤がきっかけとなり、ついにプロポーズされ、結ばれる。
しかし、初体験を済ませたことにより、今まで客から相談されていた性の悩みの奥深かさを知ることとなり、これまで通り店を続けたいと願い、五代院も阿蘇子の意向を汲み、二人は結婚するも別居結婚の形を採ることになる。
川藤龍樹（かわとう たつき）
阿蘇子の弟。どちらかといえばイケメンの部類に入るが、ナンパ野郎で、店に来た女性客を口説くこともしばしばであり、女性関係について無節操な発言や行動をする（その度に阿蘇子に「アンタは～」と眉をつりあげられる）。女性に彼氏がいても、特に関知しない。ただし、人妻には手を出さない主義（ベッドでの性のレクチャーはする）で、目立ったトラブルは起こしてない模様。
そういうわけで、薬剤師の資格はないがHに関する知識は相応にあり、理屈ばかりになりがちな阿蘇子を実践的な経験からくる知識でサポートする。また、女性を口説くテクニックは、店の営業での商品の売り込み（セールス・トーク）に生かしている。
Hのテクニックには相当の自信があり、「どんな女でも必ずイカせられる」、「彼氏がいても100％うばえる」と豪語する（それだけに、その自信を揺るがされることがあると、深くヘコむ）。また、女性を観察して、その女性が「ヤレる」とか「どの程度の経験の持ち主」とかを見抜く眼力（作中で「龍樹センサー」と称される）もある。
Hについてたいていのことは経験があるが、ロリの気はなく、通常の男女関係のHが嗜好範囲のようである。
Hに関して、自分の知らないことがあれば、貪欲に吸収しようとする。家の中で行われる他人のH（子供の頃は両親の行為、現在では姉や店に来た客の行為）は、抜け目なく覗いたりする。
ときどき、余計な一言（ダジャレやボケ）を言ったり、阿蘇子が処女であることを揶揄したりして、阿蘇子に（主に薬液のガラス容器などで）殴られたりしている。
たまたま店に来たミチカに手を出したのが運のつきで（龍樹は、いつものように割り切った関係のつもりだったが）、以後気に入られ、たびたび店にやって来られるようになり、困惑・辟易する。最初はミチカから逃げるため、店をほったらかして数日間外泊していたが、ついに根負けし、交際するようになる。
やや強引にミチカと交際する羽目にはなったが、心底から嫌っているわけではなく、邪険に扱うことはしていない（ただし、その間も、他の女にも手を出していたようである）。そういった微妙な関係が続いていたが、終盤には特殊なHがきっかけとなり、結婚に至る。

### 常連の人たち
五代院伸（ごだいいん しん）
「倫満堂」に薬の補充などにやってくる芳伝薬品という製薬会社の営業マン。
見かけはメガネをかけた好青年といったところで、以前はパヒューマー（調香師）をしていた。
阿蘇子に対しては当初から好意を持っていたようで、自宅の風呂場に阿蘇子が使っているものと同じリンスを置いており、それで阿蘇子のことを想って自慰をしていた。
嗅覚が並外れて優れており、あらゆる匂いを嗅ぎ分けることができる。そして匂いフェチでもある。そのため、風邪をひいて鼻が詰まったときには、苦悶していた。また、後に花粉症にかかったときには、「不治の病」、「死の世界」と言って錯乱していた。
阿蘇子が客への対応に困っていると、突然現れ、助言をする。
阿蘇子との仲が深まりつつも、なかなか一線を越えるに至らず、長い間安定した関係を保っていたが、前述の通り終盤に転勤がきっかけとなり、阿蘇子にプロポーズし、結ばれる。
高満ミチカ（たかま みちか）
自称龍樹の彼女。ショートカットのボサ頭で、語尾に「～ッス」と付けてしゃべる。
1巻P74でアソコの色素沈着のことで相談に来た客として初登場。そのあと龍樹にナンパされ初体験をすませた（その時点で処女だった）ことにより、以後龍樹にベッタリとなる。
龍樹に対しては、一途に惚れている一方で、龍樹が他の女と関係していた話を聞くと（それが過去のことでも）深く嫉妬する。しかし、物語終盤では、「龍樹さんの過去の女たちは、今の私たちの愛を育てるコヤシ」と柔軟な態度をとっていた。
龍樹とつきあい始めた当初から将来の結婚を目論んでいたようで、阿蘇子のことを「お義姉さん」と呼び、ゆくゆくは「倫満堂」で働くことを明言していた。
龍樹がミチカから逃げていたときに、「倫満堂」でアルバイトをし、その後は時々臨時店員を務めたりもする。また、「倫満堂」に来た客からの相談に関して、意見を求めて呼ばれることもある。
阿蘇子たちが客への対応に苦慮していると、突然現れ、「そんなの簡単ッスよ～」と言って、さして解決にもならない解決策を言ったりする。
龍樹と関係するまでは処女だったが、（それ以前からエロ本やエロ小説などで一通りの知識はあったが）そうとは思えないほど性に関する造詣の深さがある。Hのことを話すときは、臆面もなくそのものズバリの表現をして阿蘇子を赤面させる。
前述の通り、終盤に龍樹と結婚する。
万寺るみ子（まんじ るみこ）（「留美子」と表記する場合もある）
「倫満堂」の近所にある「スイートベリー」というアダルトショップの店長。
オープン時は阿蘇子たちに対して対抗意識を持っていたが、龍樹に店の経営の欠点などを指摘してもらったことにより、以後は協力関係となる（その際、龍樹とセフレになる）。
「倫満堂」で阿蘇子たちが客と相談しているときに突如現れ、「話はすべて聞かせてもらったわ！」と言って、自らが開発したアダルトグッズを取り出し試用させたり、聞いた話をヒントにして新たなアダルトグッズを開発したりする。また、彼女も客へのアドバイスのため呼ばれることがある。
龍樹とはセフレの関係であり、割り切ったつきあいなのかと思いきや、3巻P66～68では、龍樹の他の女性関係に対して嫉妬する一面も見せていた。
「アソコのプロジェクト」の登場人物欄も参照。
寺尾さん（てらお‐）
女装男。下の名前は不明。フラワーアレンジメントの講師をしている。
かなりの美貌で、女言葉で話すため、教えられなければ男と見抜けない。本人曰く、女装をしていてもゲイではなくヘテロであるとのこと。しかし、その言動からときどき「本当にヘテロなのか？」と訝しがられることもある。
ゆかりの彼氏であり、1巻P20で彼女との性行為についての相談で「倫満堂」を訪れ、以後常連となる。
ゆかりに対してはいわゆる受身の立場で接しており、また、自分のことを知らない人（女だと思っている人）に対しては気立て良く振舞っているが、事情を知る人に対してはやや砕けた性格となる。『アソコのプロジェクト』に登場したときには、それにやや拍車がかかった態度が見てとれる。
彼もまた、「倫満堂」に来た客へのアドバイスのため、現れたり呼ばれたりする（その際、本人曰く「女のからだには、女以上にくわしいわよ」と告げる）。
彼女のゆかりと幾日かの交際を経て、子供ができたのを機に結婚をする。4巻P91で「カシス」という名の女の子をもうける。
ゆかり
寺尾さんの彼女。結婚前の氏は不明。ボーイッシュな顔立ちと強靭な身体（ジムで鍛えているとのこと）の持ち主で、男まさりの性格。花屋の店員。
もともとはレズビアンで、寺尾が好みのタイプだったので（男だとは知らずに）接触してきた。その後仲が深まり、いざベッドインとなった際に初めて男だと知るが、（多少の驚愕はあったものの）あらためて寺尾を受け入れた。
一回の食事でどんぶり3杯分を食べるが、激しい運動にも似たSEXで体型を維持している。
上述の通り、寺尾と結婚し（寺尾姓を名のる）、出産する。

### その他
五代院蘭（ごだいいん らん）
3巻P70で初登場。五代院伸の姉。
弟と同じく匂いには敏感であるが、弟以外の男性の体臭には匂い酔いを起こしてしまう。また、弟と同じく花粉症の気がある。ヘビが苦手。
重度のブラコンであり、弟の住居に3日に一度はやって来て、体臭チェックをしている。阿蘇子に挨拶をしにきたときには「弟をよろしくお願いします」と親睦的なことを言う一方で、「弟を悲しませたら許しませんからね」と釘をさしてきた。
弟と阿蘇子との沖縄旅行にも同行して、2人のことを監視していた（その際、五代院伸の機転でハブセンターに行き、ヘビ嫌いの姉をふりきり、2人きりの時間を作る）。
近藤むかえ（こんどう むかえ）
3巻P118で初登場。「純潔を守る会」の会長。阿蘇子が同好の志であると思い込み、会に勧誘に来た。
「純潔を守る会」とは、「性のモラルを正し、純潔を世に広める」ことを目的とする会で、「同じ考えをもつ男女の出会いの場」でもある。人間の性欲を否定はしないが、会における男女の性的なスキンシップはすべて間接的なものとなっている（阿蘇子はその活動内容に頭が混乱し、入会拒否を懇願する）。
自身の主義には確たる信念があり、龍樹から体の相性について問われても、「婚前交渉を経て結婚した人たちのどれだけの人が体の相性バッチリなんでしょうね」、「納得したフリしてるんじゃないですか？」と強気に出ていた。更には、同志の彼氏も紹介し、自分がけしてモテない女でないことも強調していた。
その後、恋人と晴れて結婚することとなり、会員たちの前で愛の交接をするに際し、阿蘇子たちにサポートを依頼する。そのかいあって無事に初体験を済ませられたが、今度はSEXについて肯定的になっていた。
川藤玉男（かわとう たまお）
阿蘇子と龍樹の父親で店の前店長。物語の冒頭で容態が急変。今際の際に、阿蘇子と龍樹に店の爾後を託し、息を引き取る（死因については記述なし）。
他人の性の悩みについて親身になれる寛容さがあり、自分と妻との性行為を覗いていた男がその現場を警官に見つかり連行されそうになったとき、自分たちが被害を受けたにもかかわらず、その覗き男をかばってやり、性の悩みの解決もしてやった（2巻P42）。
龍樹曰く「好色オヤジ」で、物語の冒頭で危篤状態になった場所も川崎のソープだった。また、阿蘇子によると、龍樹の女好きは父に似た、とのこと。
妻に対する想いは（性と直結するものではあるが）人一倍強かったようで、ハメ撮り写真を撮ったり、妻に先立たれたときに妻との愛欲の日々を思い起こし勃起しながら涕泣していた。
また、阿蘇子が幼少の頃には、その夜尿症の治療のため一日がかりでカマキリの卵を集めて薬酒を作った。
川藤亜菜子（かわとう あなこ）
阿蘇子と龍樹の母親で玉男の妻。物語の開始時にはすでに死亡（こちらの死亡原因も記述なし）。死亡時期は、5巻P9の時点から12年前。
玉男曰く「豊穣の女神のような女」「SEX好き」。阿蘇子は「明るくてやさしくてキレイな人」と言い、顔写真を見た五代院は「阿蘇子さんにそっくり」と言った。
SEX時に玉男のことを「タマキュン」と呼んでおり、5巻P16で阿蘇子がトランス状態になったときにその名を呼んだため、龍樹は「母さんが降りてきてたのかも」と考える。

## 他作品キャラの共演
本作では、（スピンオフ作品である『アソコのプロジェクト』を除くと）作者の他作品のキャラがゲストキャラとして登場する話があり、
- 2巻P46～50に『どきどき姉弟ライフ』の川澄あゆこと川澄くまお
- 3巻P100～104に『KOIする科学』の美冴先生[15]
- 4巻P39～44に『ゴーイン!!マイクック』の八島マナ

が登場する。

## アソコのプロジェクト
万寺るみ子を主人公に据え、彼女の経営する女性向けアダルトショップ「スイートベリー」を中心にして展開される物語。
毎回の大筋は、万寺るみ子が新たなアダルトグッズを考案して、その開発に試行錯誤を繰り返すというものである。そのために飯尾ナホその他周囲の人間が振り回されていくことになる。
『あそこの処方箋』のスピンオフ作品であるが、同作とリンクする部分は、（互いのキャラの客演がある部分のほか）阿蘇子と龍樹が納戸を漁る話（『あそこの処方箋』4巻P98～100）とそこから見つかった古い女性誌をるみ子が読んでいる話（『アソコのプロジェクト』2巻P9）、最終回に阿蘇子と龍樹の結婚が話題になっている箇所などである。

### スイートベリー
万寺るみ子が経営する女性向けアダルトショップ。『あそこの処方箋』には開店時の描写があり、当初数人の店員がいたが、本作では店長の万寺るみ子と従業員の飯尾ナホのみである。
商品の販売だけでなく、無料占い等のサービスやコンドームの歴史の展示も行っていた。

### 登場人物2
万寺るみ子（まんじ るみこ）
女性向けアダルトショップ「スイートベリー」の店長。誕生日は4月23日か24日のどちらか（2巻P54にある受精日8月5日から起算）。
経営のかたわら、ヒット商品となる新たなグッズの開発を行う。最終的にはそれで特許をとりセレブとなり、かつ、マスコミの寵児となることを夢見ている。
作品のアイディアは（自発的に思いつく場合もあるが）、飯尾ナホやその他の人との会話や小耳にはさんだ話題から思いつく場合が多く（その際、「ビジネスチャーンス！」と叫ぶ）、セフレ等の協力で試作品を作ってもらい実験をするも、企画倒れになることも多い。
転んでもただでは起きない（懲りない）性格で、ひとつのアイディアが失敗しても、すぐにそれを応用した別のアイディアを思いつき実行して、飯尾ナホなどをあきれさせる。そのため、時には当初もくろんだものとは違った商品が出来上がり、それが功を奏する場合もある。
商品名はダジャレを駆使したものをつけることが多い（他人のダジャレには冷めた意見を言う）。
時には、強引な経営戦略が飯尾ナホから異議を唱えられることもあるが、珍妙な理論で押し通す。その態度を飯尾ナホからは「山師」と冷視される。しかし、その一方で店に来た客の顔と何を買ったかを隈なく覚えていたり、利益の取り分を協力者（後述の女性占い師）に多く譲ったりと、経営者として良好な面も見せることがある。
何人かのセフレがいる（1巻P85及び2巻P85では「108人」とのこと）が、男だけでなく（後述の）女性占い師もいる。
「スイートベリー」の経営以外にも、シードデイ（受精日）占いのHP開設、ラブドールカフェ、SEXテクニック講座など、あらゆる性の営業活動も行う。
子供の頃はしつけの厳しい家で育ち、ある日家でアダルトビデオ（洋物）を見つけ、そこに映し出されたSEX描写が楽しそうに見え、以後SEXに憧れながらオナニーにふける少女時代をすごす。初体験時に互いに気持ちよくなるために、相手の男に自分のして欲しいことを言ったり、相手の求めることを聞いたりしたため、そのことで「遊んでいる女」と思われてしまう。そのことから、女性の多くが気持ちよくなれる術を知らず、上手い相手と偶然に出逢うしかないといった受身の状態であることに疑問を覚えたのが、アダルトショップを開くきっかけとなる。
飯尾ナホ（いいお ナオ）
「スイートベリー」の従業員。メガネをかけており、自称「腐女子」でBL好き。誕生日は閏年でない年の9月5日。
「クソ虫ちゃん」という（腐女子の）友達がいる。
「腐女子」ではあるが、フツー女子モードと腐女子モードを切り替えて生活しており、歯の浮くような言葉などにロマンを覚えるといった美的センスで周囲を興ざめさせたりする。その一方で、暴走しがちなるみ子をたしなめたり、るみ子のアイディアに対して注意を喚起したりするなど、従業員にしてるみ子の経営上のアシスタントともいえる。
しかしながら、ディスプレイとして店に置いていたリアル・ドールに愛着が湧きすぎたり、ラブドラッグの通販で親しくなった客に情を移してしまったりと、店の営業に対してシビアになりきれない面もある。
るみ子に最も近い位置にいるため、彼女考案のアダルトグッズの試作品モニターを真っ先に命じられ恥ずかしい思いをしたり、休日に突然呼び出されたりと、散々な目にあうが、るみ子の破天荒なバイタリティには呆れながらも（実は）好感していたようである。
ときどき、るみ子の発言に対しツッコミを入れるなど、漫才のようなやりとりもする。
イオくん
飯尾ナホの彼氏。飯尾との仲は良好。飯尾は、ゆくゆくは彼と結婚するつもりでいる。
飯尾がアダルトショップに勤めていることや「腐女子」であることは、特に気にしていない。
飯尾が頼まれた試作品モニターの相手は、当然彼となる。飯尾の仕事のためならと、協力を惜しまない。
アナ・ガバー
巨乳のイタリア人女性。1巻P109で初登場。長い黒髪で前髪を切りそろえており、ショートパンツのヘソ出しルックでメガネをかけている。
自慰が好きで、イタリアから自慰の研究のために日本に来て、るみ子の評判を聞きつけ（るみ子はバイブの研究者として有名らしい）、「スイートベリー」を訪ねてきた。
自らが開発したウオーターバイブをるみ子に試用してもらい、るみ子に感心され、以後協力関係になる。
その後は、発電機付きディルドーの開発、女性向けAVへの出演、処女判別入浴剤のモニターなどに活躍する。
女性占い師
ロングヘアの街頭占い師。レズビアン。誕生日は12月8日（2巻P54にある受精日3月21日から起算）。
「スイートベリー」で無料占いサービス（るみ子のにわか素人占い）を行った際に客としてやって来た（1巻P43）。恋人（女性）との不仲の悩みを看破され、その手腕に感激する（実際には、占いではなく、るみ子の記憶力と洞察力によるもの）。
その後、るみ子と深い仲になり、正式に店付きの占い師として雇われる。るみ子のことを「お姉さま」と呼んで慕っており、その発想力に心酔している。
シードデイ（受精日）占いのサイトの開設に際し、占い師として協力する。
見た目が儚げで頼りなさそうな印象があるため、占い師としては不遇の日々を送っていた。そのためシードデイ占いが評判を呼び、本が出版されることになったときには、るみ子から利益の40％の取り分を提示されるも、本人は占い師として認められただけで十分だと言った。しかし、るみ子の厚意により90％の取り分を与えられる（2巻P56）。
　
このほか、『あそこの処方箋』からは、阿蘇子、龍樹、ミチカ、寺尾さん、近藤むかえが登場した。また、逆に『あそこの処方箋』には、飯尾ナホ、イオくんが登場している。

## 単行本
- 後藤羽矢子『あそこの処方箋』 ぶんか社〈ぶんか社コミックス〉、全5巻（1巻のみ巻数表記無し）
  1. 2006年6月10日発売 ISBN 4-8211-8284-X
  2. 2007年11月22日発売 ISBN 4-8211-8517-2
  3. 2010年2月25日発売 ISBN 978-4-8211-8949-6
  4. 2011年4月14日発売 ISBN 978-4-8211-7151-4
  5. 2013年4月13日発売 ISBN 978-4-8211-7435-5

- 後藤羽矢子『アソコのプロジェクト』 ぶんか社〈ぶんか社コミックス〉、全2巻
  1. 2010年12月14日発売 ISBN 978-4-8211-7094-4
  2. 2012年8月26日発売 ISBN 978-4-8211-7341-9

なお、最後の12話分（『主任がゆく!スペシャル』Vol.51～62掲載分）は未収録であるが、作者主催のサークル「女の子パヤパヤ」から2014年5月に発行された同人誌『アソコのプロジェクト未収録』に収録されている（作画は同じであるが、セリフ等の活字を改めて貼りなおしたため、雑誌掲載時と若干異なる）。その後、2017年にアマゾンのKindle本などの電子書籍として未収録分が発売（ぶんか社発行・第3巻扱い）された。